# Kurt Lundquist
Kurt Lundquist, född den 27 november 1925 i Kila, död 12 juli 2011 i Simrishamn, var en svensk friidrottare (sprinter).
Han deltog vid de olympiska spelen i London 1948 där han tog brons i stafett 4 x 400 meter (ihop med Rune Larsson, Lars-Erik Wolfbrandt och Folke Alnevik) samt även deltog på 400 meter individuellt (utslagen i kvartsfinal).
Lundquist tog SM-guld på 200 meter 1947. Inhemskt tävlade han för IK Mode.